# 莱布隆

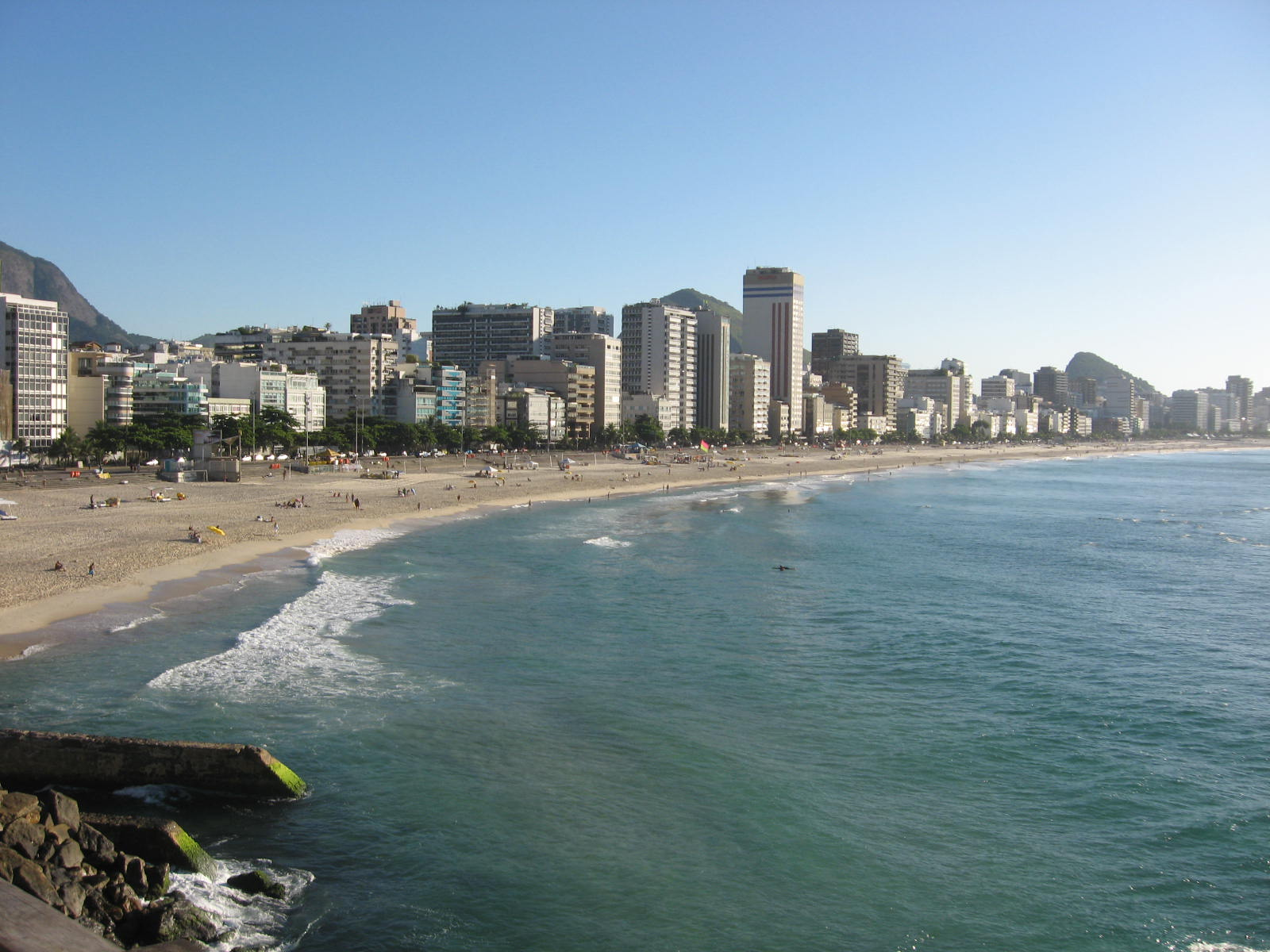
莱布隆海滩

莱布隆（葡萄牙語：Leblon，發音：[leˈblõ]）是巴西里约热内卢最富裕的街区，位于该市的南区，北面是加维亚，东面是伊帕内马。伊帕内马是里约热内卢第二富裕的地区。莱布隆拥有拉丁美洲最昂贵的楼价。莱布隆也是当地海滩的名字。
莱布隆类似于伊帕内马，但更显尊贵，是富人和名人的住所。比起伊帕内马的暴露和时髦的海滩，莱布隆海滩更为安静，放松。
列布隆是一个非常国际化的社区，拥有酒吧，餐馆和夜总会热闹的夜生活场所。